# 9А83
9А83 — советская и российская самоходная пусковая установка из состава ЗРС С-300В.

## История создания
Разработка пусковой установки 9А83 была начата по единым тактико-техническим требованиям предъявляемым к ЗРС С-300В. Работы велись в московском НИЭМИ. К концу 1973 года были готовы первые опытные образцы для полигонных испытаний, а 3 января 1974 года на Эмбенском полигоне начались первые испытания. Первый успешный запуск был осуществлён в сентябре 1974 года В 1983 году комплекс С-300В1 был принят на вооружение в составе командного пункта 9С457, РЛС 9С15, МСНР 9С32, ПУ 9А83, ПЗУ 9А85 и ЗУР 9М83. В 1988 году был пройден второй этап испытаний, после которого комплекс С-300В был дополнен РЛС 9С19, ПУ 9А82, ПЗУ 9А84 и ЗУР 9М82.

## Описание конструкции
Пусковая установка 9А83 предназначается для подготовки и запуска четырёх зенитных управляемых ракет 9М83. Ракеты могут быть размещены как на самой пусковой установке в транспортно-пусковых контейнерах 9Я240, так и на сопряжённой с ней пуско-заряжающей установке 9А85. Перевод ракет в боевое положение производится специальными гидроприводами. Установка обеспечивает работу ЗУР от момента их запуска до поражения цели, осуществляет подсветку цели, а также выдачу корректирующих команд. Подготовка ракет к запуску выполняется при поступлении команд от многоканальной станции наведения ракет 9С32. Установка способна вести огонь двумя из четырёх ракет с интервалом 1..2 секунды. Во время работы 9А83 происходит постоянный обмен информацией с 9С32, производится анализ целеуказания и отображение положения цели в зоне поражения.
В комплект бортовой аппаратуры установки 9А83 входят:
1. Радиоэлектронная аппаратура с ЭВМ;
2. Средства подготовки ЗУР 9М83 к старту;
3. Система телекодовой связи;
4. Оборудование топопривязки и навигации;
5. Газотурбинный двигатель для автономного электроснабжения;

### Ходовая часть
Все средства пусковой установки 9А83 установлены на специальное гусеничное шасси, имеющее индекс ГБТУ — «Объект 830». Шасси разработано в конструкторском бюро Ленинградского завода имени Кирова и производится на ЛЗГТ. В основе конструкции лежит шасси самоходной пушки 2С7 «Пион». Изменено положение моторно-трансмиссионного отделения (перенесено в кормовую часть машины), узлы и агрегаты шасси по отдельным узлам унифицированы с танками Т-72 и Т-80.

## Модификации
- 9А83 — пусковая установка ЗРС С-300В
- 9А83-1 — пусковая установка ЗРС С-300В1
- 9А83М — пусковая установка ЗРС С-300ВМ с ЗУР 9М83М
  - 9А83МЭ — экспортный вариант